# Алечко Марія Михайлівна
Марія Михайлівна Алечко (нар. 10 жовтня 1926, село Панське Поле, тепер село Руське Поле Тячівського району Закарпатської області — 2000, місто Тячів) — передовик сільського господарства Української РСР, доярка колгоспу імені Сталіна Тячівського району Закарпатської області, Герой Соціалістичної Праці (26.02.1958).
Обиралася депутатом Верховної Ради Української РСР 5-го (1959—1963), 6-го (1963—1967) та 7-го (1967—1971) скликань.

## Життєпис
Народилася в бідній селянській родині наймита-скотаря Михайла Патяника. З дитячих років допомагала батькові на фермі поміщика Новака у селі Панське Поле на Тячівщині. У 1944 році разом із батьком переїхала до міста Тячева.
З 1947 року — доярка колгоспу імені Сталіна (потім — радгоспу імені Леніна) міста Тячева Тячівського району Закарпатської області. Прославилася найвищими надоями молока по Закарпатській області. У 1980 році надоїла від кожної із 20 закріплених за нею корів по 5000 кілограмів молока першого сорту.
Член КПРС з 1953 року.
Передавала свій досвід молодим дояркам, виступала ініціатором соціалістичного змагання тваринників Закарпатської області.

## Нагороди та відзнаки
Указом Президії Верховної Ради СРСР від 26 лютого 1958 року Алечко Марії Михайлівні присвоєне звання Героя Соціалістичної Праці з врученням ордена Леніна і золотої медалі «Серп і Молот». Також була нагороджена другим орденом Леніна, орденом Трудового Червоного Прапора і орденом Жовтневої Революції, Почесною грамотою Президії Верховної Ради Української РСР (24.06.1965). У 1954 році була нагороджена Золотою медаллю Всесоюзної сільськогосподарської виставки.
Почесна громадянка міста Тячів (2010, посмертно).